# Nikolaj Bredahl Jacobsen
Nikolaj Bredahl Jacobsen (* 22. November 1971 in Viborg) ist ein dänischer Handballtrainer, der als Handballspieler in der höchsten dänischen Spielklasse sowie in der deutschen Bundesliga aktiv war. In den Jahren 2019, 2021, 2023 und 2025 wurde er mit der dänischen Nationalmannschaft Weltmeister.

## Karriere als Spieler

### Verein
Jacobsen erlernte das Handballspielen bei GOG Gudme, mit deren Herrenmannschaft er dreimal die dänische Meisterschaft gewann. In der Saison 1997/98 spielte der Linksaußen beim Bundesligisten Bayer Dormagen. Der Däne erzielte insgesamt 189 Treffer und belegte den dritten Rang in der Torschützenliste der Bundesliga. Als Dormagen am Saisonende abstieg, wechselte er zum THW Kiel. Mit den Kielern gewann er in den folgenden Jahren drei Meisterschaften, fünf DHB-Pokale sowie zwei EHF-Pokale. Als Knieprobleme die Belastungen der Bundesliga nicht mehr zuließen, verließ Jacobsen im Jahre 2004 nach insgesamt 212 Pflichtspieleinsätzen den THW Kiel.

### Nationalmannschaft
Jacobsen bestritt insgesamt 148 Länderspiele für Dänemark. Er nahm an den Weltmeisterschaften 1993, 1995 und 1999 sowie an den Europameisterschaften 1994, 1996 und 2000 teil. Am 27. September 1998 stellte der Außenspieler mit 15 Treffern in einem Länderspiel den Torrekord der dänischen Auswahl auf.

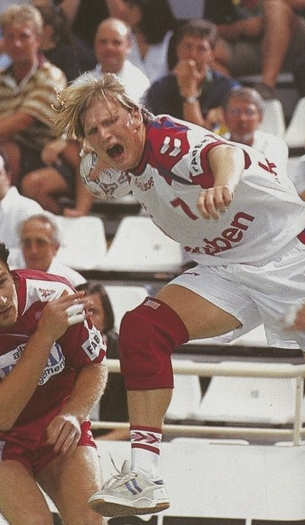
Nikolaj Jacobsen bei der Europameisterschaft 1994.

### Bundesligabilanz
| Saison    | Verein         | Spielklasse | Spiele | Tore | 7-Meter | Feldtore |
| --------- | -------------- | ----------- | ------ | ---- | ------- | -------- |
| 1997/98   | Bayer Dormagen | Bundesliga  | 28     | 189  | 74      | 115      |
| 1998/99   | THW Kiel       | Bundesliga  | 29     | 223  | 93      | 130      |
| 1999/2000 | THW Kiel       | Bundesliga  | 31     | 216  | 95      | 121      |
| 2000/01   | THW Kiel       | Bundesliga  | 37     | 280  | 93      | 187      |
| 2001/02   | THW Kiel       | Bundesliga  | 7      | 24   | 11      | 13       |
| 2002/03   | THW Kiel       | Bundesliga  | 26     | 152  | 67      | 85       |
| 2003/04   | THW Kiel       | Bundesliga  | 16     | 52   | 30      | 22       |
| 1997–2004 | gesamt         | Bundesliga  | 174    | 1136 | 463     | 673      |

## Karriere als Trainer
Nikolaj Jacobsen war ab der Saison 2004/05 bei Viborg HK als Co-Trainer und Spieler tätig. Im Sommer 2007 schloss sich der Däne Bjerringbro-Silkeborg an, bei dem er nur noch als Co-Trainer tätig war. Als Bjerringbro/Silkeborg im Februar 2009 verletzungsbedingt auf mehrere Spieler verzichten musste, wurde Jacobsen nochmals reaktiviert. Ab Sommer 2012 trainierte Jacobsen den dänischen Erstligisten Aalborg Håndbold, mit dem er 2013 die dänische Meisterschaft gewann. Zur Saison 2014/15 wechselte er zu den Rhein-Neckar Löwen, wo er Nachfolger von Guðmundur Guðmundsson wurde. Mit den Löwen wurde er 2015 Zweiter und gewann mit ihnen 2016 sowie 2017 die deutsche Meisterschaft.
Ab März 2017 trainierte er zusätzlich die dänische Nationalmannschaft, mit der er 2019 im eigenen Land Weltmeister wurde. Nach der Saison 2018/19 gab er sein Traineramt bei den Rhein-Neckar Löwen ab. Bei der Weltmeisterschaft 2021 in Ägypten verteidigte Dänemark unter seiner Leitung den WM-Titel. Im gleichen Jahr führte er die Dänen zur Silbermedaille bei den Olympischen Spielen in Tokio. Bei der Europameisterschaft 2022 gewann er mit der Team die Bronzemedaille. Bei der Weltmeisterschaft 2023 und Weltmeisterschaft 2025 gewann Dänemark unter seiner Leitung zwei weitere Titel.
Im April 2023 wurde sein Vertrag als Nationaltrainer vorzeitig bis 2030 verlängert.

## Erfolge
als Trainer
- Dänischer Meister 2013
- Deutscher Meister 2016 und 2017
- DHB-Supercup 2016, 2017 und 2018
- Deutscher Pokalsieger 2018
- Weltmeister 2019, 2021, 2023 und 2025 mit Dänemark
- Silbermedaille bei den Olympischen Spielen 2020
- Bronzemedaille bei der Europameisterschaft 2022
- Silbermedaille bei der Europameisterschaft 2024
- Goldmedaille bei den Olympischen Spielen 2024

als Spieler
- Deutscher Meister 1999, 2000 und 2002 mit dem THW Kiel
- Deutscher Pokalsieger 1999 und 2000 mit dem THW Kiel
- Champions-League-Finalist 2000 mit dem THW Kiel
- EHF-Pokal-Sieger 2002 und 2004 mit dem THW Kiel
- Dänischer Meister 1992, 1995 und 1996 mit GOG Gudme
- Dänischer Pokalsieger 1991, 1992, 1995, 1996 und 1997 mit GOG Gudme

## Ehrungen
- Platz zwei der Torschützenliste der Bundesligasaison 2001/2002 und 1998/1999, Platz drei 2000/2001 und 1997/1998
- Dänischer Handballer des Jahres 1993 und 1999
- Ins Liga-Allstar-Team 1999/2000 gewählt
- Handball-Woche-Ranking: Linksaußen: 9. 2003, 2. 2001, 1. 2000, 2. 1999, 2. 1998
- Handball-Magazin-Ranking: Linksaußen: 9. 2003 (NK), 1. 2001 (IK), 1. 2000 (Weltklasse), 1. 1999 (Weltklasse), 3. 1998 (IK)
- IHF-Welttrainer des Jahres 2019[16] und 2021[17]
- Mitglied der Hall of Fame der Europäischen Handballföderation seit 2023[18]

## Privates
Jacobsen ist seit 1999 verheiratet. Mit seiner Ehefrau hat er zwei Töchter und einen Sohn.